# E119

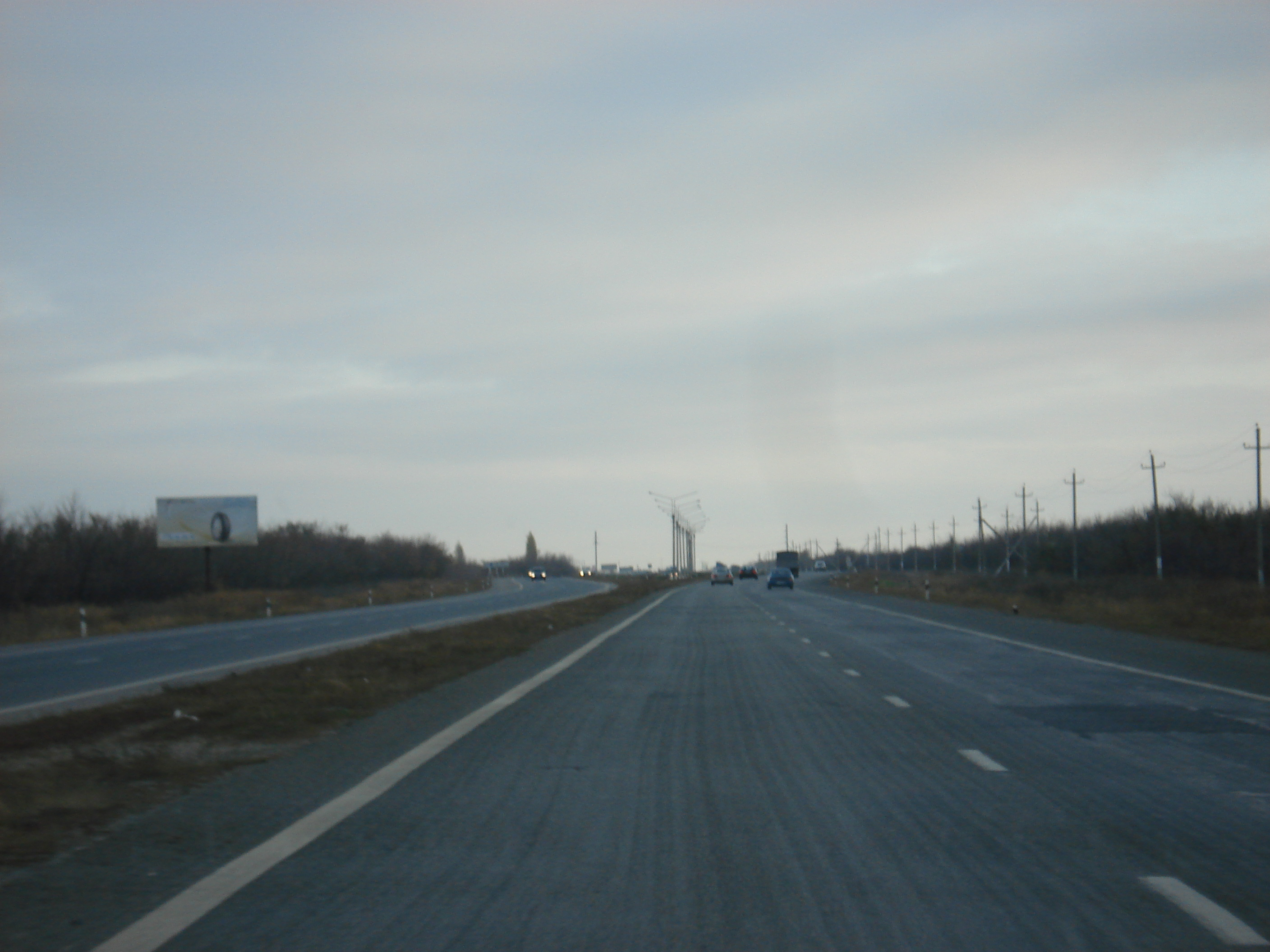
E119/M6 vid Volgograd

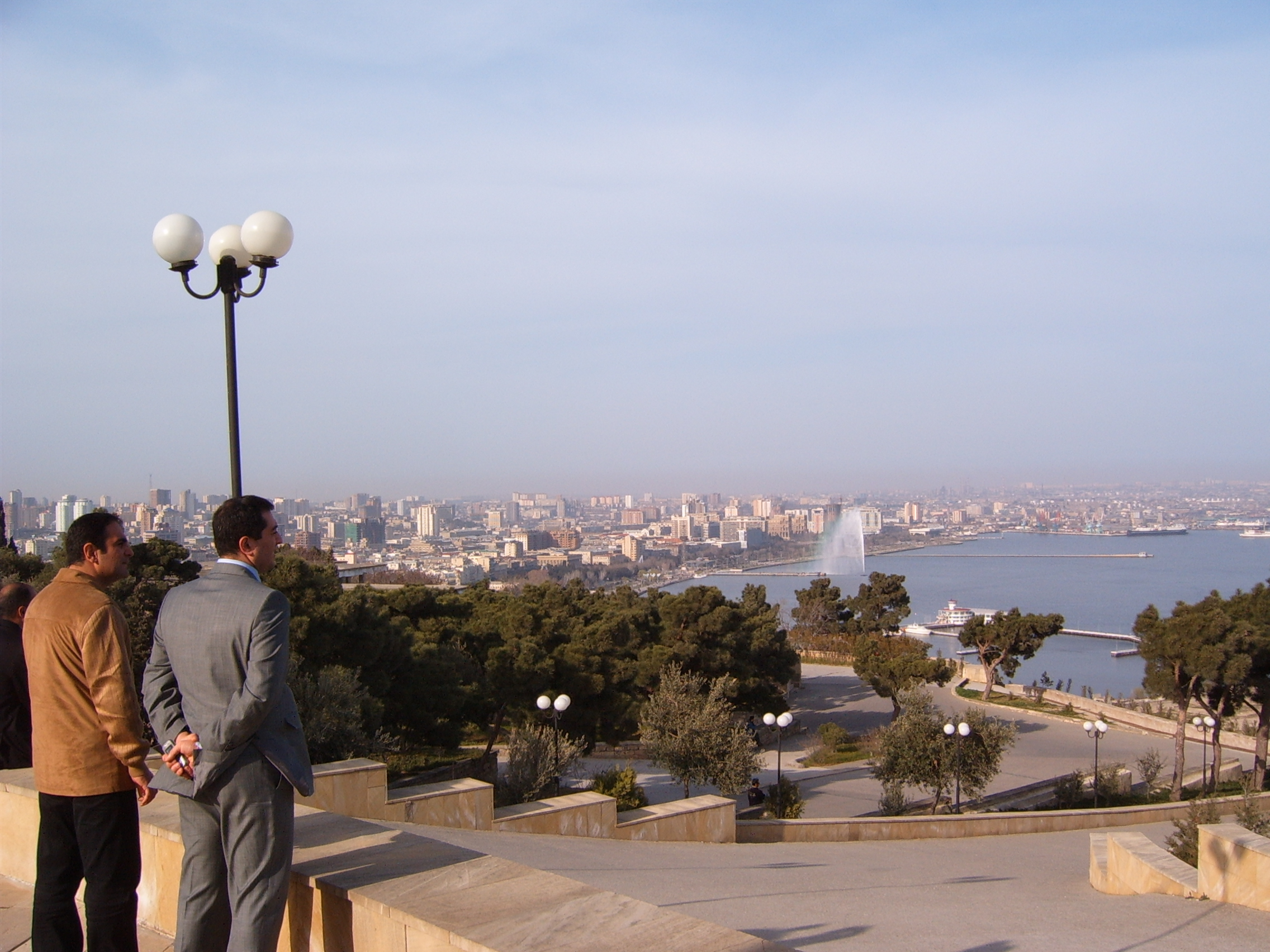
Baku

E119 är en europaväg som går från Ryssland till Azerbajdzjan. Vägens längd är 2 630 kilometer.

## Sträckning
Moskva - Tambov - Povorino - Volgograd - Astrachan - Machatjkala - (gräns Ryssland-Azerbajdzjan) - Kuba - Baku - Alyat - Astara. Astara ligger vid gränsen till Iran.

## Standard
Vägen är landsväg.